# Хеймен, Питер
Сэр Питер Хеймен (англ. Sir Peter Telford Hayman KCMG CVO MBE; 14 июня 1914 — 6 апреля 1992) — британский дипломат, чиновник и деятель спецслужб. Герой скандала, связанного с педофилией (Вестминстерское педофильное досье), член позже расформированной группы активистов «Обмен информацией по педофилии», рыцарь (с 1971).

## Биография
В Хоум-офисе с ноября 1937 года. В 1942—1945 принимал участие во Второй мировой войне и дослужился до майора. Был генеральным директором Британской информационной службы в Нью-Йорке в 1961—1964 годах, а затем, в 1964—1966, заместителем коменданта Британского военного правительства в Западном Берлине. В 1970—1974 был посланником Великобритании в Канаде.
Его карьера после 1974 года была по одним данным связана с коммерческими компаниями, а по другим, со спецслужбами.

### Частная жизнь
В 1942 году женился. У них с женой было двое детей.

### Скандал
В 1981 году член Палаты Общин Джоффри Диккенс, используя так называемую парламентскую привилегию, защищающую членов парламента от обвинений и гражданских исков, назвал Хеймана педофилом.

## Награды
- Орден Британской империи
- Королевский Викторианский орден